# Crassignatha pianma
Crassignatha pianma is een spinnensoort uit de familie Symphytognathidae. De soort komt voor in China.